# Pedro Herrada
Pedro Herrada Morelos (* 6. September 1948) ist ein ehemaliger mexikanischer Fußballspieler, der vorwiegend im defensiven Mittelfeld agierte.

## Leben
Herrada begann seine Profikarriere in der Saison 1967/68 bei Mexikos populärstem Verein Chivas Guadalajara, mit dem er in der Saison 1969/70 sowohl die mexikanische Meisterschaft als auch den Pokalwettbewerb gewann. 
Nach dem Ende der Saison 1975/76 wechselte er in die North American Soccer League, wo er in der zweiten Jahreshälfte 1976 für die Philadelphia Atoms spielte. Nachdem der erst 1973 gegründete Verein bereits Ende 1976 wieder aufgelöst worden war, ging Herrada nach Mexiko zurück und spielte bis zum Ende seiner aktiven Karriere in der Saison 1977/78 erneut für Chivas Guadalajara. 
Zweimal kam er für die mexikanische Fußballnationalmannschaft zum Einsatz: am 30. September 1970 für eine Halbzeit bei der 1:2-Niederlage gegen Brasilien und am 6. Februar 1973 für eine Viertelstunde beim 2:0-Sieg gegen Argentinien.
Derzeit ist Herrada als Verwalter des Estadio Jalisco tätig und bedauert aus nostalgischen Gründen den Umzug seiner ehemaligen Mannschaft in ihr eigenes Stadion.

## Erfolge
- Mexikanischer Meister: 1969/70
- Mexikanischer Pokalsieger: 1969/70